# Bathysauropsidae
Netoogvissen (Bathysauropsidae) zijn een familie van straalvinnige vissen uit de orde van Draadzeilvissen (Aulopiformes).

## Geslachten
- Bathysauropsis Regan, 1911